# Formica subpilosa
Formica subpilosa é uma espécie de formiga do gênero Formica, pertencente à subfamília Formicinae.